# Zhang Junmai
Zhang Junmai (张君劢, 1887-1969), aussi connu sous son nom de courtoisie Carsun Chang, est un important philosophe, figure politique, et intellectuel public chinois d'idéologie social-démocrate.

## Biographie
Pionnier de la théorie des droits de l'homme en Chine, Zhang établit son parti politique de « troisième force » durant l'ère nationaliste.
Il soutient la social-démocratie de style allemand tout en s'opposant au capitalisme, au communisme et au socialisme de guilde (Guild socialism). Il soutient la socialisation des industries majeures comme les chemins de fer et les mines par une combinaison d'officiels du gouvernement, de techniciens, et de consommateurs ou usagers. Le développement d'une économie mixte en Chine, comme prônée par le Parti social-démocrate d'Allemagne de Philipp Scheidemann.
Spécialiste du principe confucéen de xiucai (« érudit accompli »), Zhang étudie à l'université Waseda au Japon où il est influencé par la théorie de monarchie constitutionnelle de Liang Qichao. En 1918, il accompagne Liang dans un tour de l'Europe d'après-guerre, puis revient plus tard en Allemagne pour étudier brièvement la philosophie à l'université de Berlin. En Allemagne, il découvre les enseignements de Rudolf Eucken (1846–1926) et de Henri Bergson (1859–1941). Avec Hans Driesch, ancien élève de Eucken, Zhang voyage à travers la Chine au début des années 1920, servant comme traducteur chinois de Driesch et lui présente sa vision philosophique. Nommé professeur de philosophie à l'université de Pékin, il initie des polémiques sur la science et la métaphysique (connue en Chine sous le nom de « controverse sur la vision du monde »). Il a beaucoup écrit sur ce qui fait maintenant partie du style néo-confucéen.
Avec Zhang Dongsun, il organise un parti national-socialiste (sans aucun lien avec les Nazis d'Allemagne). En 1933, lui et Huang Yanpei organisent la ligue démocratique de Chine, une troisième force avec de forts engagements libéraux sur la séparation des pouvoirs, la liberté d'expression, et les droits de l'homme. Après la guerre contre le Japon, Zhang devient le président du parti socialiste démocratique chinois (en).
Opposé aux communistes chinois, mais déçu par la non-adoption d'une constitution par Tchang Kaï-chek, Zhang se réfugie aux États-Unis en 1949. Le parti socialiste démocratique s'installe quant à lui à Taïwan et continue de résister à la mise en place d'une dictature à parti unique et à l'oppression du Kuomintang bien que sa survie à Taïwan est due à sa coopération tacite avec lui. Zhang Junmai réapparaît en 1962 pour appeler à l'unité du parti, mais retourne aux États-Unis avant sa mort en 1969.

## Famille
Zhang Junmai est le frère aîné du politicien et banquier Zhang Jia'ao. Sa sœur, Zhang Youyi, est une professeur, une banquière et la première femme du poète Xu Zhimo.